# Markthalle Ost (Santander)

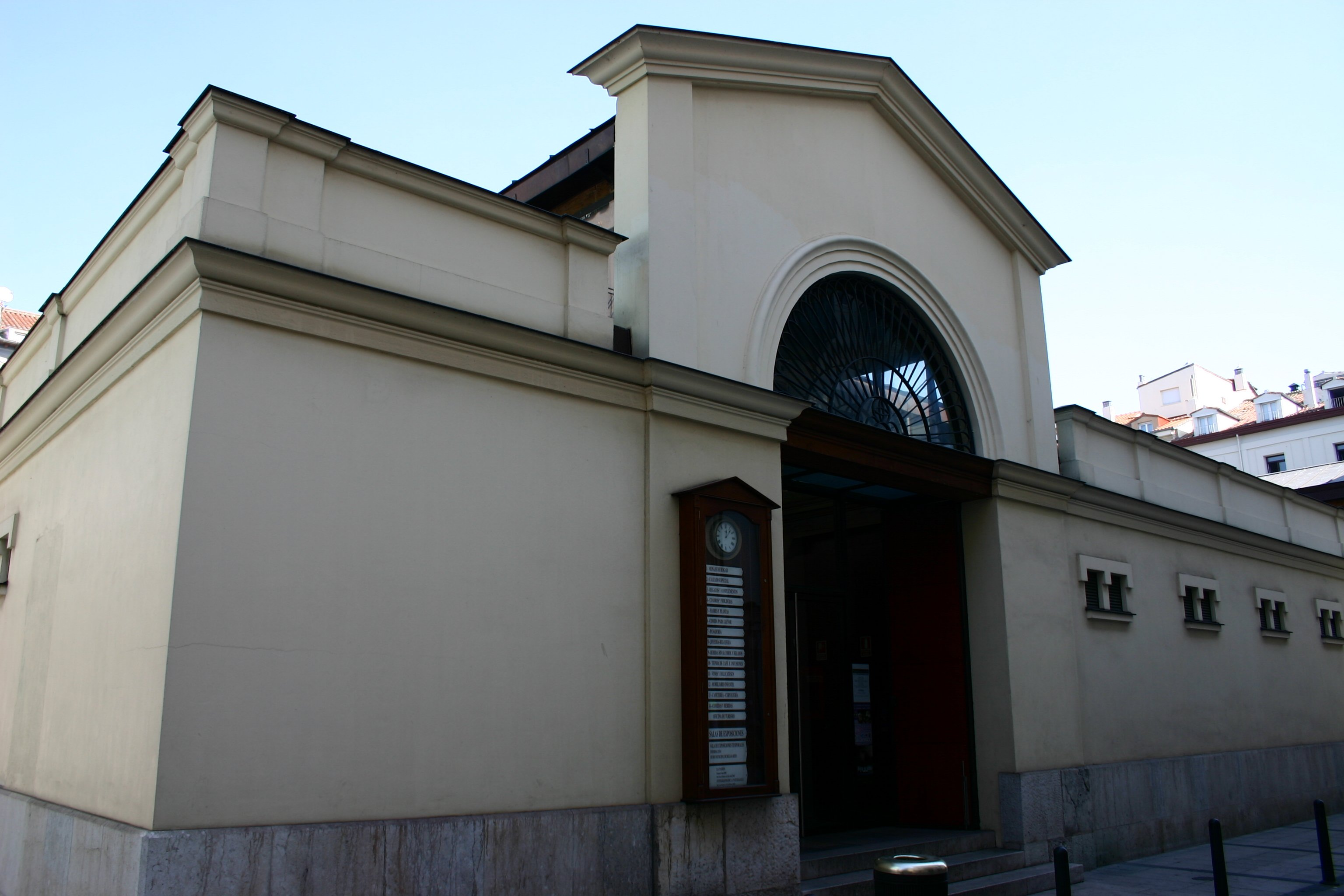
Markthalle Mercado del Este in Santander

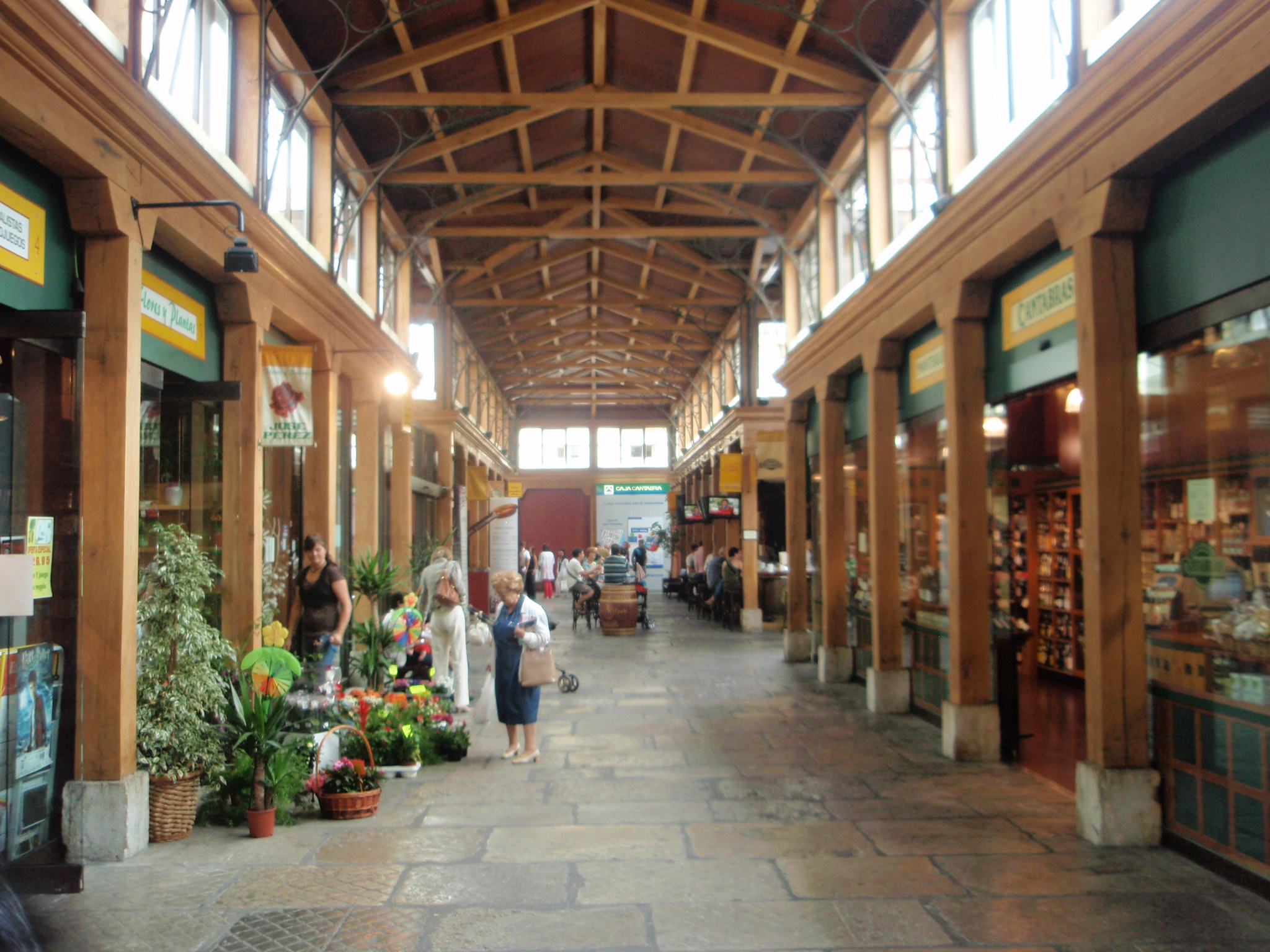
Innenansicht der Markthalle

Die Markthalle Ost oder Mercado del Este ist eine alte Markthalle in der spanischen Stadt Santander, der Hauptstadt von Kantabrien. Seit 1986 steht die Markthalle unter Denkmalschutz.

## Geschichte
Die Pläne der Markthalle wurden von dem Architekten José María López-Dóriga entworfen. Der Bau wurde 1839 begonnen und 1842 fertiggestellt. Er umfasst zwei Straßenzüge der neu angelegten Stadterweiterung, auf Spanisch Ensanche bezeichnet. Dieser neue Markt war durch die steigende Bevölkerungszahl notwendig geworden und entlastete den bereits bestehenden Markt Mercado de la Esperanza, der sich in der Nähe der Stadtverwaltung befindet.
Die einstöckige Markthalle besitzt eine Grundfläche von 40 Meter Breite und 60 Meter Länge. Im Jahr 2000 wurde sie renoviert und seitdem dient sie nicht mehr dem Lebensmittelhandel, sondern in ihr befinden sich ein Restaurant, Bars, eine Touristikinformation für die Region Kantabrien und ein Ausstellungssaal sowie weitere Geschäfte.